# Guápiles
Guápiles è un distretto della Costa Rica, capoluogo del cantone di Pococí, nella provincia di Limón.